# Paul Sorauer
Paul Carl Moritz Sorauer  (ur. 9 czerwca 1839 we Wrocławiu, zm. 9 stycznia 1916 w Berlinie) – niemiecki botanik, mykolog i fitopatolog.

## Życiorys
Był synem cieśli. Pochodził z żydowskiej rodziny wywodzącej się częściowo z Białej koło Prudnika. Od 1862 r. studiował w Berlinie nauki przyrodnicze, zwłaszcza botanikę. W 1867 r. doktoryzował się na Uniwersytecie w Rostocku z rozprawą na temat kiełkowania bulw ziemniaka. Od 1868 r. pracował jako asystent w rolniczej stacji badawczej w Dahme/Mark w Dolnych Łużycach. W latach 1872–1893 był szefem stacji testowej fizjologii roślin w Królewskim Instytucie Pomologicznym w Prószkowie na Górnym Śląsku. W tym samym czasie prowadził wykłady z fizjologii i ochrony roślin w Akademii Rolniczej. W 1892 roku został profesorem oraz  członkiem Leopoldiny. Z powodu problemów z okiem pożegnał się w 1893 r. z pracą dydaktyczną. Przeniósł się do Berlina i całkowicie poświęcił się pracy naukowej. W 1902 roku, w wieku 63 lat, habilitował się na Uniwersytecie Berlińskim.

## Praca naukowa
Dzięki swojej pracy naukowej Soraurer w znacznym stopniu przyczynił się do przekształcenia fitopatologii w odrębną dziedzinę naukową. Napisał dzieło Handbuch der Pflanzenkrankheiten (Choroby roślin), które doczekało się 7 wydań. W 1891 roku założył czasopismo Zeitschrift für Pflanzenkrankheiten, w którym publikował do 1915 roku. Przez ponad dwadzieścia lat działał w „Specjalnym Komitecie Ochrony Roślin” Niemieckiego Towarzystwa Rolniczego. W imieniu tego komitetu opublikował książkę „Ochrona roślin. Instrukcje dla praktycznego rolnika w zakresie wykrywania i kontroli szkód w uprawach”, z których sześć wydań ukazało się w latach 1892–1915. Dzięki licznym publikacjom na temat chorób roślin i ochrony roślin, Sorauer wywarł ogromny wpływ na naukę i praktykę rolnictwa. Spośród jego publikacji książkowych na szczególną uwagę zasługuje jego „Atlas chorób roślin”, praca wydana w latach 1887–1893 z 48 ręcznie rysowanymi kolorowymi tablicami.
Opisał nowe gatunki grzybów i porostów. W naukowych nazwach utworzonych przez niego taksonów dodawane jest jego nazwisko Sorauer.

## Wybrane publikacje
- Handbuch der Pflanzenkrankheiten (1874; 1905-07)
- Atlas der Pflanzenkrankheiten (1887-93)
- Die Schäden der einheimischen Kulturpflanzen (1888)
- Pflanzenschutz (1892)
- Schutz der Obstbäume gegen Krankheiten (1900)